# Golful Dvina
Pentru alte sensuri ale termenului Dvina vedeți Dvina (dezambiguizare).
Dvina este un golf în partea de sud-est a Mării Albe cu lungimea de cca. 93 km și lățimea la intrare de cca. 130 km. Adâncimea atinge în nord-vest 120 m, iar în cea de sud-est – 15-22 m. Iarna apa golfului îngheață, însă vara aici se înregistrează cea mai ridicată temperatură în Marea Albă – +11 - +12 °C. În golful Dvina se varsă fluviul Dvina de Nord.